# Grand Prix Formule 1 van Mexico 1989
De Grand Prix Formule 1 van Mexico 1989 werd gehouden op 28 mei 1989 in Mexico-Stad.

## Uitslag
| Positie | Nummer | Rijder                | Team                  | Ronden | Tijd/Opgave          | Startplaats | Punten |
| ------- | ------ | --------------------- | --------------------- | ------ | -------------------- | ----------- | ------ |
| 1       | 1      | Ayrton Senna          | McLaren-Honda         | 69     | 1:35:21.431          | 1           | 9      |
| 2       | 6      | Riccardo Patrese      | Williams-Renault      | 69     | + 15.560             | 5           | 6      |
| 3       | 4      | Michele Alboreto      | Tyrrell-Ford          | 69     | + 31.254             | 7           | 4      |
| 4       | 19     | Alessandro Nannini    | Benetton-Ford         | 69     | + 45.495             | 13          | 3      |
| 5       | 2      | Alain Prost           | McLaren-Honda         | 69     | + 56.113             | 2           | 2      |
| 6       | 40     | Gabriele Tarquini     | AGS-Ford              | 68     | + 1 Ronde            | 17          | 1      |
| 7       | 10     | Eddie Cheever         | Arrows-Ford           | 68     | + 1 Ronde            | 24          |        |
| 8       | 26     | Olivier Grouillard    | Ligier-Ford           | 68     | + 1 Ronde            | 11          |        |
| 9       | 7      | Martin Brundle        | Brabham-Judd          | 68     | + 1 Ronde            | 20          |        |
| 10      | 8      | Stefano Modena        | Brabham-Judd          | 68     | + 1 Ronde            | 9           |        |
| 11      | 11     | Nelson Piquet         | Lotus-Judd            | 68     | + 1 Ronde            | 26          |        |
| 12      | 38     | Christian Danner      | Rial-Ford             | 67     | + 2 Rondes           | 23          |        |
| 13      | 21     | Alex Caffi            | Dallara-Ford          | 67     | + 2 Rondes           | 19          |        |
| 14      | 25     | René Arnoux           | Ligier-Ford           | 66     | + 3 Rondes           | 25          |        |
| 15      | 20     | Johnny Herbert        | Benetton-Ford         | 66     | + 3 Rondes           | 18          |        |
| NF      | 23     | Pierluigi Martini     | Minardi-Ford          | 53     | Motor                | 22          |        |
| NF      | 27     | Nigel Mansell         | Ferrari               | 43     | Versnellingsbak      | 3           |        |
| NF      | 9      | Derek Warwick         | Arrows-Ford           | 35     | Elektrisch probleem  | 10          |        |
| NF      | 12     | Satoru Nakajima       | Lotus-Judd            | 35     | Spin                 | 15          |        |
| NF      | 30     | Philippe Alliot       | Larrousse-Lamborghini | 28     | Niet geclassificeerd | 16          |        |
| NF      | 22     | Andrea de Cesaris     | Dallara-Ford          | 20     | Ophanging            | 12          |        |
| NF      | 28     | Gerhard Berger        | Ferrari               | 16     | Versnellingsbak      | 6           |        |
| NF      | 36     | Stefan Johansson      | Onyx-Ford             | 16     | Transmissie          | 21          |        |
| NF      | 5      | Thierry Boutsen       | Williams-Renault      | 15     | Elektrisch probleem  | 8           |        |
| NF      | 3      | Jonathan Palmer       | Tyrrell-Ford          | 9      | Gaspedaal            | 14          |        |
| NF      | 16     | Ivan Capelli          | March-Judd            | 1      | Transmissie          | 4           |        |
| NQ      | 24     | Luis Perez-Sala       | Minardi-Ford          |        |                      |             |        |
| NQ      | 15     | Maurício Gugelmin     | March-Judd            |        |                      |             |        |
| NQ      | 29     | Yannick Dalmas        | Larrousse-Lamborghini |        |                      |             |        |
| NQ      | 31     | Roberto Moreno        | Coloni-Ford           |        |                      |             |        |
| PQ      | 37     | Bertrand Gachot       | Onyx-Ford             |        |                      |             |        |
| PQ      | 33     | Gregor Foitek         | EuroBrun-Judd         |        |                      |             |        |
| PQ      | 17     | Nicola Larini         | Osella-Ford           |        |                      |             |        |
| PQ      | 39     | Volker Weidler        | Rial-Ford             |        |                      |             |        |
| PQ      | 34     | Bernd Schneider       | Zakspeed-Yamaha       |        |                      |             |        |
| PQ      | 35     | Aguri Suzuki          | Zakspeed-Yamaha       |        |                      |             |        |
| PQ      | 18     | Piercarlo Ghinzani    | Osella-Ford           |        |                      |             |        |
| PQ      | 41     | Joachim Winkelhock    | AGS-Ford              |        |                      |             |        |
| PQ      | 32     | Pierre-Henri Raphanel | Coloni-Ford           |        |                      |             |        |

## Statistieken
| Pole-position | Ayrton Senna  | McLaren-Honda | 1:17.876 |
| Snelste ronde | Nigel Mansell | Ferrari       | 1:20.420 |

## Noot
- Dit was de zevende opeenvolgende pole position voor Ayrton Senna, en hiermee vestigde hij een nieuw record. Hij verbrak het gedeelde record van Stirling Moss (1960), Niki Lauda (1974) en zijn eigen eerdere record (1988).

1962 · 1963 · 1964 · 1965 · 1966 · 1967 · 1968 · 1969 · 1970 · 1986 · 1987 · 1988 · 1989 · 1990 · 1991 · 1992 · 2015 · 2016 · 2017 · 2018 · 2019